# Stróże (powiat tarnowski)
Stróże – wieś w Polsce położona w województwie małopolskim, w powiecie tarnowskim, w gminie Zakliczyn.

## Położenie
Pod względem geograficznym Stróże znajdują się na Pogórzu Rożnowskim. Pola uprawne i zabudowania Stróży zajmują płaską dolinę na prawym brzegu Dunajca, od południa ograniczoną wzniesieniami Patria (471 m) i Mogiła (478 m).

## Historia
Wieś została po raz pierwszy wspomniana w źródłach pisanych w 1288 roku, była wówczas własnością W 1369 określane są już jako własność króla. Nazwa wsi pochodzi prawdopodobnie od stróżowni wojskowej, która stała tutaj przed założeniem osady.
Zimą 1845–1846 roku mieszkał tu i pracował Maciej Stęczyński (1814–1890), poeta, podróżnik i rysownik. W lutym 1846 w czasie rzezi galicyjskiej został napadnięty, mocno pobity i aresztowany przez chłopów.
W latach 1975–1998 miejscowość należała administracyjnie do województwa tarnowskiego.
W miejscowości tej znajduje się Dom Pomocy Społecznej, mający swoją siedzibę w pseudobarokowym dworku Dunikowskich.

## Zabytki
Obiekt wpisany do rejestru zabytków nieruchomych województwa małopolskiego.
- Zespół dworsko-parkowy: dwór, budynki gospodarcze, park.

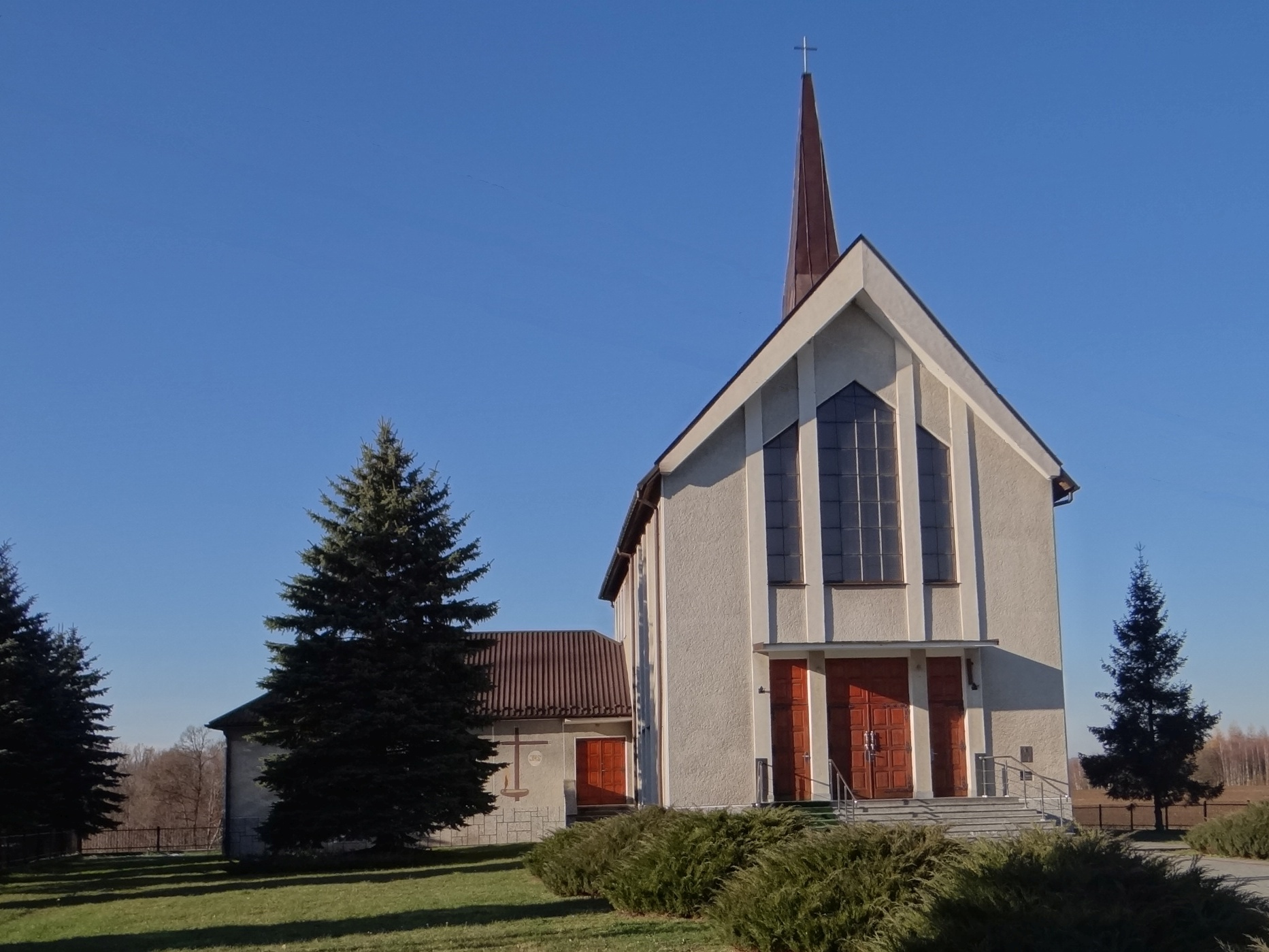
Kościół
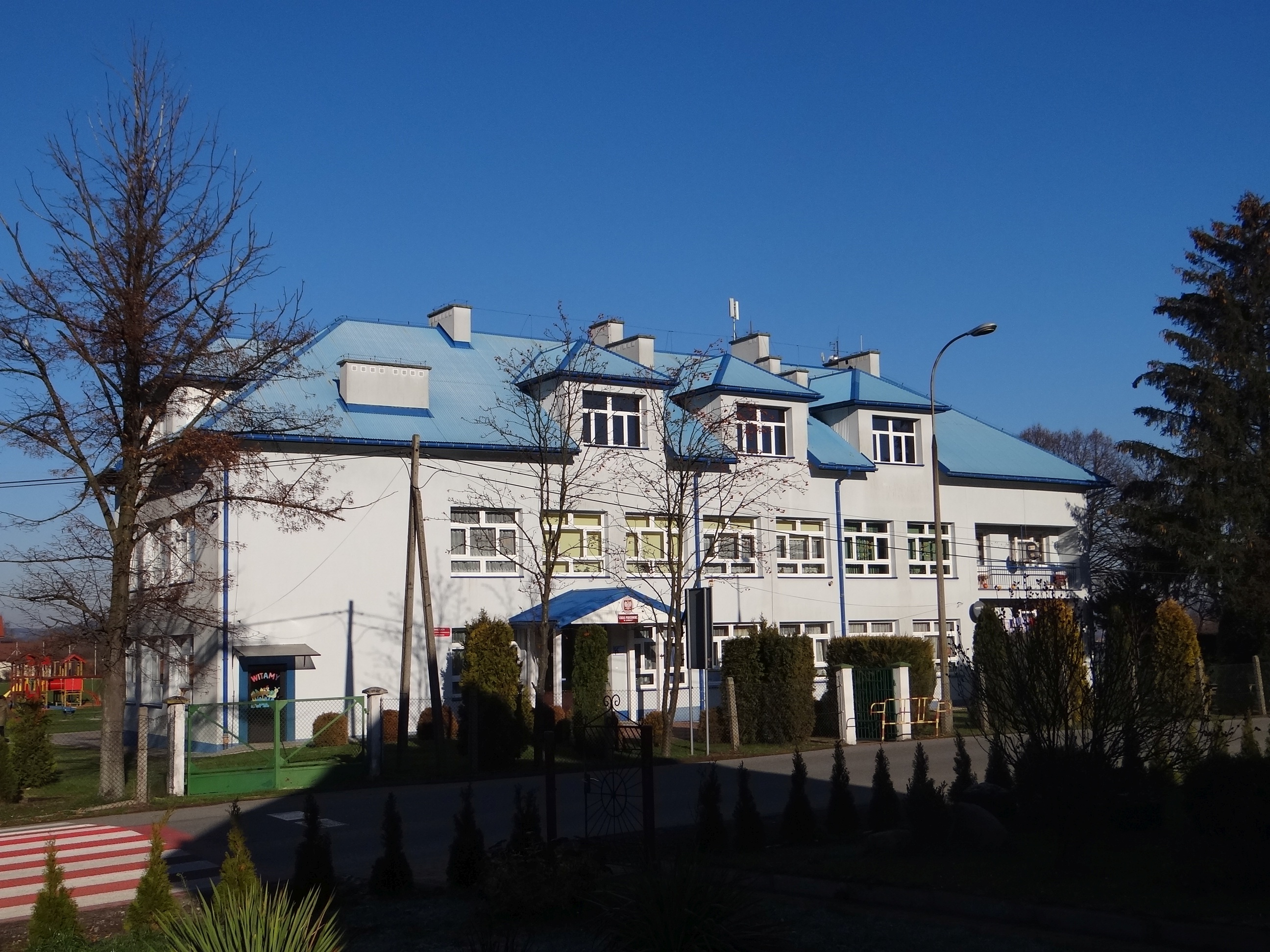
Szkoła
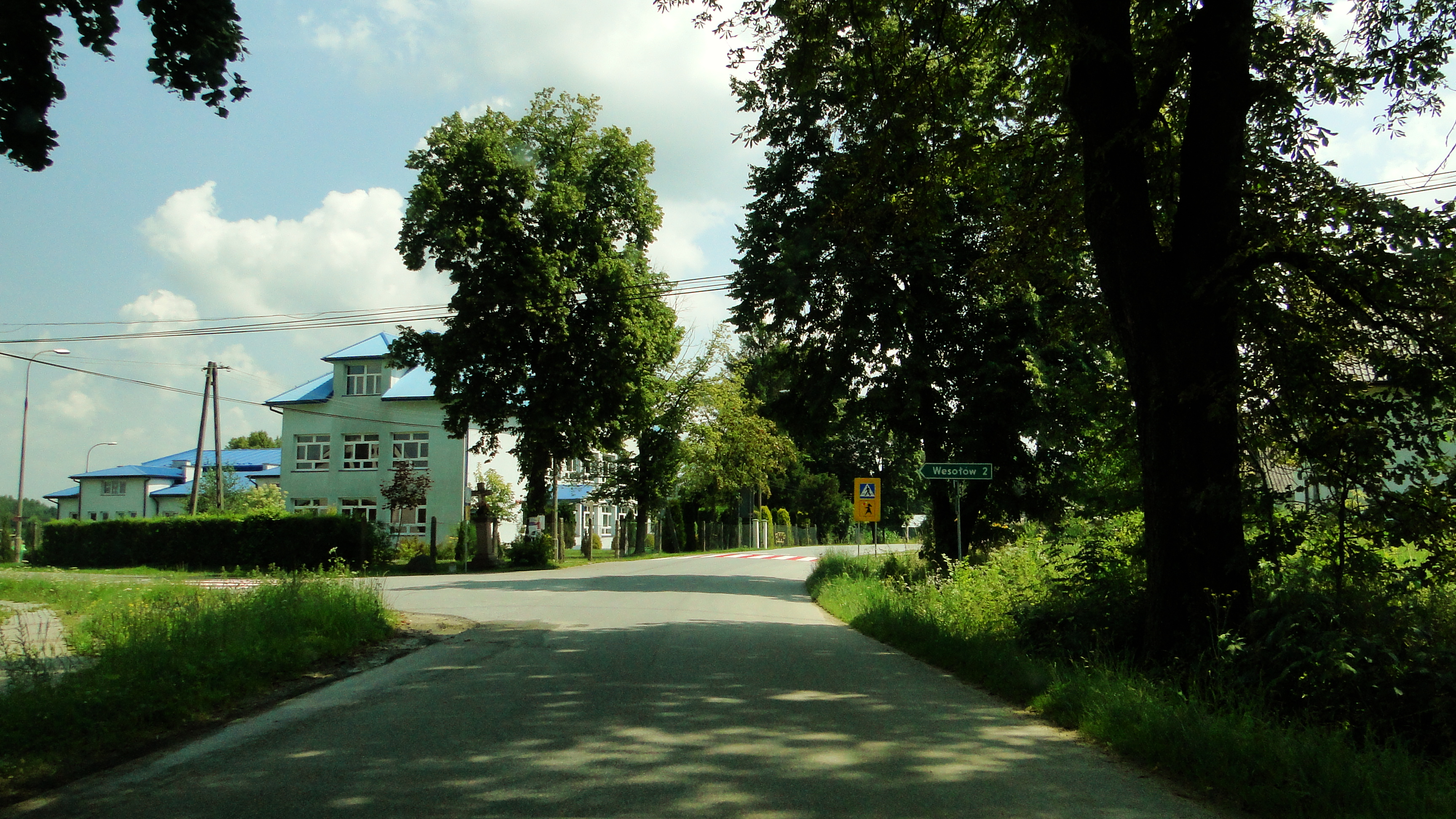
Skrzyżowanie dróg

## Oświata
W 1966 roku rozpoczęto budowę szkoły podstawowej im. Tadeusza Kościuszki, którą ukończono w 1970.

## Religia
W latach 1988–1989 we wsi wybudowano według projektu Leszka Kaczora kaplicę pw. św. Jerzego, konsekrowaną 23 kwietnia 1989 roku przez ks. abp. Jerzego Ablewicza.

## Sport
Od 1947 roku działa klub piłkarski LKS „Orzeł”, który obecnie bierze udział w rozgrywkach B-klasy.